# Episodi di Star Trek: Enterprise (seconda stagione)
La seconda stagione della serie televisiva Star Trek: Enterprise, composta da 26 episodi, è stata trasmessa negli Stati Uniti sul canale UPN dal 18 settembre 2002 al 21 maggio 2003.
In Italia è andata in onda su La7 dal 19 settembre 2004 al 10 aprile 2005.
L'unico premio vinto da questa stagione è stato l'Annual Visual Effects Society Award nella categoria Best Models and Miniatures in a Televised Program, Music Video or Commercial, per l'episodio Sosta forzata. La serie (nella categoria Best Network Television Series) e gli attori Scott Bakula, Connor Trinneer e Jolene Blalock (nelle categorie, rispettivamente, Best Actor in a Television Series, Best Supporting Actor in a Television Series e Best Supporting Actress in a Television Series) sono stati candidati a un Saturn Award. Gli episodi Sosta forzata, Canamar, Lo scambio e Attacco alla Terra sono stati nominati a un Emmy Award, mentre Carbon Creek e Una notte in infermeria a un premio Hugo.
| nº | Titolo originale   | Titolo italiano             | Prima TV USA      | Prima TV Italia   |
| -- | ------------------ | --------------------------- | ----------------- | ----------------- |
| 1  | Shockwave: Part 2  | Onda d'urto (seconda parte) | 18 settembre 2002 | 19 settembre 2004 |
| 2  | Carbon Creek       | Carbon Creek                | 25 settembre 2002 | 26 settembre 2004 |
| 3  | Minefield          | Campo minato                | 2 ottobre 2002    | 26 settembre 2004 |
| 4  | Dead Stop          | Sosta forzata               | 9 ottobre 2002    | 3 ottobre 2004    |
| 5  | A Night in Sickbay | Una notte in infermeria     | 16 ottobre 2002   | 3 ottobre 2004    |
| 6  | Marauders          | I predoni                   | 30 ottobre 2002   | 10 ottobre 2004   |
| 7  | The Seventh        | Il settimo                  | 6 novembre 2002   | 10 ottobre 2004   |
| 8  | The Communicator   | Il comunicatore             | 13 novembre 2002  | 17 ottobre 2004   |
| 9  | Singularity        | La singolarità              | 20 novembre 2002  | 17 ottobre 2004   |
| 10 | Vanishing Point    | Punto di non ritorno        | 27 novembre 2002  | 24 ottobre 2004   |
| 11 | Precious Cargo     | Un carico prezioso          | 11 dicembre 2002  | 24 ottobre 2004   |
| 12 | The Catwalk        | La passerella               | 18 dicembre 2002  | 31 ottobre 2004   |
| 13 | Dawn               | Il mio nemico               | 8 gennaio 2003    | 31 ottobre 2004   |
| 14 | Stigma             | La sindrome                 | 5 febbraio 2003   | 7 novembre 2004   |
| 15 | Cease Fire         | La tregua                   | 12 febbraio 2003  | 7 novembre 2004   |
| 16 | Future Tense       | Il mistero della navetta    | 19 febbraio 2003  | 14 novembre 2004  |
| 17 | Canamar            | Canamar                     | 26 febbraio 2003  | 14 novembre 2004  |
| 18 | The Crossing       | Lo scambio                  | 2 aprile 2003     | 21 novembre 2004  |
| 19 | Judgment           | Il processo                 | 9 aprile 2003     | 21 novembre 2004  |
| 20 | Horizon            | La Horizon                  | 16 aprile 2003    | 28 novembre 2004  |
| 21 | The Breach         | Il recupero                 | 23 aprile 2003    | 28 novembre 2004  |
| 22 | Cogenitor          | Il cogenitore               | 30 aprile 2003    | 5 dicembre 2004   |
| 23 | Regeneration       | Rigenerazione               | 7 maggio 2003     | 19 dicembre 2004  |
| 24 | First Flight       | Il primo volo               | 14 maggio 2003    | 5 dicembre 2004   |
| 25 | Bounty             | La taglia                   | 14 maggio 2003    | 19 dicembre 2004  |
| 26 | The Expanse        | Attacco alla Terra          | 21 maggio 2003    | 10 aprile 2005    |

## Onda d'urto(seconda parte)
- Titolo originale: Shockwave: Part 2
- Diretto da: Allan Kroeker
- Scritto da: Rick Berman e Brannon Braga

### Trama
Il capitano Archer è stato portato da Daniels, un agente temporale, nel XXXI secolo per evitare che i Sulibani lo rapissero; questo ha tuttavia causato una modifica della linea temporale, e la civiltà del futuro è stata distrutta. Nel frattempo l'Enterprise è stata occupata dai Sulibani, che non credono che l'equipaggio non sappia dove si trova il loro capitano.
- Altri interpreti: John Fleck (Silik), Matt Winston (Daniels), Vaughn Armstrong (ammiraglio Forrest), Gary Graham (ambasciatore Soval), Keith Allan (Raan), Jim Fitzpatrick (comandante Williams)

## Carbon Creek
- Titolo originale: Carbon Creek
- Diretto da: James A. Contner
- Scritto da: Rick Berman, Brannon Braga e Dan O'Shannon

### Trama
Durante una cena, T'Pol racconta al capitano Archer e al comandante Tucker la storia di una sua antenata, precipitata sulla Terra insieme ad altri due Vulcaniani nel 1957 per osservare il lancio del primo satellite terrestre (lo Sputnik), prima che avvenisse il primo contatto ufficiale con i terrestri. Dopo tre mesi di convivenza si affezionarono ai Terrestri e anche se con riluttanza derogarono venialmente dalla prima direttiva. 
Quando avvenne un'esplosione in miniera, stando ben attenti a non farsi scoprire, con un'arma a particelle scavarono una galleria per liberare i minatori intrappolati. Siccome il figlio della loro ospite non avrebbe potuto frequentare il college per mancanza di soldi, T'Mir (l'antenata) vendette a un commerciante il velcro da brevettarsi e mise il ricavato nel vaso delle mance per la madre del ragazzo. Il Vulcaniano Mestral, con la complicità degli altri due, rimase sulla Terra, affascinato dalle abitudini terrestri.
Alla richiesta dei due commensali sulla verità della storia, T'Pol risponde che è una storia come loro desideravano che lei gli raccontasse. Però poi si ritira nel suo alloggio e toglie da uno scomparto un pacchetto che contiene una borsa di fattura terrestre degli anni '50. 
- Altri interpreti: Ann Cusack (Maggie), J. Paul Boehmer (Mestral), Hank Harris (Jack), Michael Krawic (Stron), David Selburg (capitano vulcaniano)
- Nota. Questo episodio è stato candidato al premio Hugo nella categoria Best Dramatic Presentation, Short Form.
- Nota. Lo Sputnik è stato lanciato nel 1957 e il brevetto del velcro è dello stesso anno da parte dell'ingegnere svizzero Georges de Mestral.

## Campo minato
- Titolo originale: Minefield
- Diretto da: James Contner
- Scritto da: John Shiban

### Trama
L'Enterprise entra involontariamente in un campo minato romulano; nel tentativo di rimuovere una mina attaccatasi allo scafo, il tenente Reed rimane ancorato allo scafo da un dispositivo di sicurezza del congegno.
- Altri interpreti: Tim Glenn (medico), Elizabeth Magness (marinaio ferito)

## Sosta forzata
- Titolo originale: Dead Stop
- Diretto da: Roxann Dawson
- Scritto da: Mike Sussman e Phyllis Strong

### Trama
Per riparare ai danni causati dal campo minato romulano, l'Enterprise attracca a una stazione spaziale automatizzata. Durante le riparazioni, Travis Mayweather viene trovato morto.
- Altri interpreti: Roxann Dawson (voce del computer della stazione)
- Nota. Episodio vincitore dell'Annual Visual Effects Society Award 2002 nella categoria Best Models and Miniatures in a Televised Program, Music Video or Commercial. Le persone che sono state premiate sono gli artisti John Teska, Koji Kuramura, Pierre Drolet e Sean Scott.
- Nota. Episodio candidato all'Emmy Award 2003 nella categoria Outstanding Visual Effects for a Series (visual effects supervisor Mitch Suskin, visual effects coordinator Art Codron, visual effects compositor Steve Fong, visual effects animator Greg Rainoff, CGI supervisor Robert Bonchune, lead modeler Pierre M. Drolet e CGI artists Sean Scott, John M. Teska e Koji Kuramura).

## Una notte in infermeria
- Titolo originale: A Night in Sickbay
- Diretto da: David Straiton
- Scritto da: Rick Berman e Brannon Braga

### Trama
Durante una visita diplomatica sul pianeta dei Kreetassani, il capitano offende involontariamente questa specie portando il suo cane, Porthos, sulla superficie. I Kreetassani pretendono delle scuse, mentre Porthos rischia la vita a causa di un'infezione contratta sul pianeta.
- Altri interpreti: Vaughn Armstrong (capitano kreetassano)
- Candidato nel 2003 al premio Hugo nella categoria Best Dramatic Presentation, Short Form.

## I predoni
- Titolo originale: Marauders
- Diretto da: Mike Vejar
- Scritto da: Rick Berman e Brannon Braga

### Trama
L'equipaggio dell'Enterprise convince gli abitanti di una colonia mineraria a ribellarsi ai predoni klingon che li costringono a lavorare per loro.
- Altri interpreti: Larry Cedar (Tessic), Steven Flynn (Maklii), Bari Hochwald (E'lis), Jesse James Rutherford (Q'Ell), Robertson Dean (capitano klingon)

## Il settimo
- Titolo originale: The Seventh
- Diretto da: David Livingston
- Scritto da: Rick Berman e Brannon Braga

### Trama
T'Pol è contattata dall'Alto comando vulcaniano perché concluda una sua vecchia missione, catturando il settimo e ultimo degli agenti ribelli dei servizi segreti a cui aveva dato la caccia. Il capitano Archer decide di accompagnarla nella missione, mentre T'Pol ha alcune strane visioni della sua vecchia missione.
- Guest star: Bruce Davison (Menos)
- Altri interpreti: Stephen Mendillo (capitano vulcaniano)

## Il comunicatore
- Titolo originale: The Communicator
- Diretto da: James Contner
- Scritto da: Rick Berman e Brannon Braga

### Trama
Dopo una missione su un pianeta i cui abitanti non hanno ancora scoperto la curvatura, il tenente Reed si accorge di aver accidentalmente lasciato un comunicatore sulla superficie. Per recuperarlo, lui e il capitano Archer tornano indietro, ma vengono catturati e condannati a morte.
- Altri interpreti: Francis Guinan (generale Gosis), Tim Kelleher (tenente Pell), Dennis Cockrum (barista alieno)

## La singolarità
- Titolo originale: Singularity
- Diretto da: Patrick Norris
- Scritto da: Chris Black

### Trama
Mentre la nave si avvicina a un buco nero per studiarlo, tutti i membri dell'equipaggio cominciano a essere ossessionati da qualcosa, fino a cadere in coma. L'unica immune è T'Pol, la quale ha bisogno dell'aiuto di un pilota per portare in salvo la nave.
- Altri interpreti: Matthew Kaminsky (guardiamarina Cunningham)

## Punto di non ritorno
- Titolo originale: Vanishing Point
- Diretto da: David Straiton
- Scritto da: Rick Berman e Brannon Braga

### Trama
La guardiamarina Sato, dopo essere stata teletrasportata per la prima volta, comincia a sperimentare strane sensazioni e si convince di essere diventata invisibile, mentre tutti a bordo la credono morta.
- Altri interpreti: Keone Young (padre di Hoshi)

## Un carico prezioso
- Titolo originale: Precious Cargo
- Diretto da: David Livingston
- Scritto da: Rick Berman e Brannon Braga

### Trama
Il comandante Tucker sale su una nave aliena per aiutare i due membri dell'equipaggio a riparare una camera di stasi, contenente una donna, in procinto di guastarsi. Quando la passeggera si risveglia, rivela di essere prigioniera; uno degli alieni stordisce quindi Tucker e si allontana dall'Enterprise, lasciando il suo compare nelle mani dei Terrestri.
- Altri interpreti: Padma Lakshmi (Kaitaama), Scott Klace (Firek Goff), Leland Crooke (Firek Plinn)

## La passerella
- Titolo originale: The Catwalk
- Diretto da: Mike Vejar
- Scritto da: Mike Sussman e Phyllis Strong

### Trama
Per sfuggire a una tempesta neutronica, l'equipaggio dell'Enterprise è costretto a rifugiarsi per otto giorni dentro i camminamenti delle gondole, insieme ai tre alieni che li avevano avvertiti della tempesta. Durante questa, alcuni alieni salgono sulla nave e attivano il motore a curvatura, rischiando così di uccidere l'intero equipaggio.
- Altri interpreti: Scott Burkholder (Rellus Tagrim), Zach Grenier (Renth), Danny Goldring (capitano alieno), Aaron Lustig (Guri)

## Il mio nemico
- Titolo originale: Dawn
- Diretto da: Roxann Dawson
- Scritto da: John Shiban

### Trama
Durante una missione con una navetta, il comandante Tucker viene attaccato da un alieno; entrambe le navette sono costrette ad atterrate su un planetoide, impossibilitate a ripartire, senza avere un traduttore universale per poter comunicare tra loro, mentre il sorgere del sole rischia di uccidere entrambi i passeggeri.
- Altri interpreti: Brad Greenquist (capitano Khata'n Zshaar), Gregg Henry (Zho'Kaan)
- Nota. La trama di quest'episodio, già simile a quella dell'episodio Il nemico della serie Star Trek: The Next Generation, appare una chiara citazione a un classico della fantascienza, il pluripremiato romanzo breve Mio caro nemico (Enemy Mine, 1979) di Barry Longyear, da cui è stato tratto nel 1985 il film Il mio nemico.

## La sindrome
- Titolo originale: Stigma
- Diretto da: David Livingston
- Scritto da: Rick Berman e Brannon Braga

### Trama
Durante un convegno medico, il dottor Phlox tenta di ottenere dai medici vulcaniani una cura per la sindrome di pa'nar, una malattia che i Vulcaniani contraggono con le fusioni mentali (una pratica considerata illegittima), senza rivelare che la malata è T'Pol. Quando i Vulcaniani lo scoprono, minacciano di rimuoverla dalla sua posizione sull'Enterprise. Nel frattempo una delle mogli di Phlox, lavorando con il comandante Tucker su un nuovo microscopio, sembra tentare di sedurlo.
- Altri interpreti: Melinda Page Hamilton (Feezal), Michael Ensign (dottor Oratt), Bob Morrisey (dottor Strom), Jeffrey Hayenga (dottor Yuris)

## La tregua
- Titolo originale: Cease Fire
- Diretto da: David Straiton
- Scritto da: Chris Black

### Trama
Il capitano Archer viene invitato da Shran a mediare una tregua tra gli Andoriani e i Vulcaniani, che stanno combattendo per un planetoide. Dopo un primo colloquio positivo convince l'ambasciatore vulcaniano Soval a un colloquio faccia a faccia con Shran; la navetta con cui i due e T'Pol stanno viaggiando viene però abbattuta, lasciando i tre nel mezzo della zona di guerra.
- Altri interpreti: Jeffrey Combs (Shran), Gary Graham (ambasciatore Soval), Vaughn Armstrong (ammiraglio Forrest), Christopher Shea (capitano andoriano Telev), Suzie Plakson (Tarah)

## Il mistero della navetta
- Titolo originale: Future Tense
- Diretto da: James Whitmore Jr.
- Scritto da: Mike Sussman e Phyllis Strong

### Trama
L'Enterprise trova una nave alla deriva, il cui pilota sembra, dalle analisi del DNA, avere antenati di molte specie diverse, tra cui Umani, Vulcaniani e Klingon. Il capitano Archer comincia a sospettare che la nave arrivi dal futuro, anche perché il suo interno sembra notevolmente più ampio dell'esterno; mentre l'equipaggio studia la navicella, l'Enterprise è attaccata da alcune navi tholiane.
- Altri interpreti: Vaughn Armstrong (ammiraglio Forrest), Cullen Douglas (sulibano)

## Canamar
- Titolo originale: Canamar
- Diretto da: Allan Kroeker
- Scritto da: John Shiban

### Trama
Mentre stanno lasciando il pianeta degli Enoliani, il capitano Archer e Tucker vengono arrestati per errore e trasferiti su una nave trasporto prigionieri diretta verso la colonia penale di Canamar. Prima che venga chiarito il malinteso, uno dei prigionieri alieni riesce a prendere il controllo del vascello; Archer si offre di pilotare il trasporto per cercare di avvertire le autorità enoliane.
- Altri interpreti: Mark Rolston (Kuroda Lor-ehn), Holmes R. Osborne (ufficiale enoliano), Michael McGrady (prigioniero nausicaano), Sean Whalen (Zoumas)

## Lo scambio
- Titolo originale: The Crossing
- Diretto da: David Livingston
- Scritto da: Rick Berman, Brannon Braga e Andre Bormanis

### Trama
L'Enterprise viene catturata da un'astronave governata da creature incorporee. Dopo un primo contatto apparentemente amichevole, gli alieni cominciano a occupare i corpi dell'equipaggio, rifiutandosi di spiegare i loro motivi.
- Altri interpreti: Joseph Will (marimaio Rostov), Matthew Kaminsky, Alexander Chance, Valarie Ianniello (marinai), Steven Allerick (guardiamarina Cook)
- Nota. Nomination all'Emmy Award 2003 nella categoria Outstanding Visual Effects for a Series. Il team che ha ricevuto la nomination è composto da: visual effects producer Dan Curry, visual effects supervisor Ronald B. Moore, visual effects coordinator Armen Kevorkian, visual effects artist Paul Hill, digital effects supervisor David Morton, visual effects animators John M. Teska e Sean Scott, lead modeler Pierre M. Drolet.

## Il processo
- Titolo originale: Judgment
- Diretto da: James L. Conway
- Scritto da: Taylor Elmore e David A. Goodman

### Trama
Il capitano Archer viene arrestato dai Klingon e accusato di aver cospirato contro l'Impero per aver difeso dei profughi in fuga. Il suo avvocato sembra convinto che il Terrestre verrà mandato a morte, ma Archer lo convince a lottare facendo leva sul suo senso dell'onore.
- Altri interpreti: J.G. Hertzler (avvocato Kolos), John Vickery (Orak), Granville Van Dusen (magistrato klingon), Daniel Riordan (Duras), Victor Talmadge (Asahf), Helen Cates (primo ufficiale klingon)
- Questo episodio è molto simile alle scene di Rotta verso l'ignoto (il sesto film di Star Trek) in cui Kirk e McCoy vengono processati da una corte klingon.

## La Horizon
- Titolo originale: Horizon
- Diretto da: James A. Contner
- Scritto da: Andre Bormanis

### Trama
L'Enterprise si ferma qualche giorno per studiare un fenomeno stellare, dando la possibilità al guardiamarina Mayweather di passare del tempo con la sua famiglia nella nave cargo Horizon dove è cresciuto. Poco prima di arrivare apprende però che il padre è morto e, una volta a bordo, che gli affari stanno andando male anche a causa dell'inesperienza di suo fratello, nuovo capitano della nave.
- Altri interpreti: Joan Pringle (Rianna Mayweather), Corey Mendell Parker (Paul Mayweather), Nicole Forester (Nora)

## Il recupero
- Titolo originale: The Breach
- Diretto da: Robert Duncan McNeill
- Scritto da: Daniel McCarthy

### Trama
All'Enterprise viene richiesto di evacuare un gruppo di geologi denobulani da Xantoras, un pianeta caduto sotto il controllo di una fazione xenofoba; i geologi si trovano però all'interno di un sistema di grotte che non permettono la comunicazione, rendendo necessario che Travis Mayweather, il comandante Tucker e il tenente Reed scendano nel sottosuolo per recuperarli. Nel frattempo Phlox si trova a dover curare un altro rifugiato colpito da una dose letale di radiazioni: si tratta di un Antarano, una specie a lungo ostile alla sua; questi è in grave pericolo di vita, ma rifiuta di farsi curare dal Denobulano.
- Altri interpreti: Henry Stram (Hudak), Mark Chaet (Yolen), Laura Putney (Trevix), D.C. Douglas (Zepht), Jamison Yang (marinaio)

## Il cogenitore
- Titolo originale: Cogenitor
- Diretto da: LeVar Burton
- Scritto da: Rick Berman e Brannon Braga

### Trama
L'Enterprise incontra i Vissiani, una specie amichevole e dalla tecnologia avanzata. Il capitano Archer e il capitano vissiano diventano amici, e quest'ultimo lo invita a osservare gli strati esterni di una stella ipergigante a bordo di una loro capsula. Nel frattempo il comandante Tucker scopre che due Vissiani abitano insieme a una cogenitrice, un individuo di un terzo sesso che viene usata soltanto per la riproduzione, ma senza che le venga insegnato neppure a leggere e a scrivere. Tucker cerca di insegnarle qualcosa, ma il suo intervento viene giudicato irrispettoso.
- Altri interpreti: Andreas Katsulas (capitano vissiano), F.J. Rio (ingegnere capo vissiano), Becky Wahlstrom (cogenitore), Laura Interval (ufficiale tattico vissiano), Larissa Laskin (Calla)

## Rigenerazione
- Titolo originale: Regeneration
- Diretto da: David Livingston
- Scritto da: Mike Sussman e Phyllis Strong

### Trama
Un gruppo di ricercatori artici rinvengono sulla Terra i resti della sfera borg distrutta dall'Enterprise E nel 2063. Assieme al vascello vengono ritrovati due droni che si riattivano e si impossessano di una navetta, attaccando una serie di navi nel loro viaggio. L'Enterprise viene chiamata a intercettare il vascello, ma i Borg riescono invece ad abbordare la nave terrestre.
- Altri interpreti: Vaughn Armstrong (ammiraglio Forrest), Jim Fitzpatrick (comandante Williams), John Short (Drake), Bonita Friedericy  (Rooney), Chris Wynne (dottor Moninger), Adam Harrington (ricercatore), Mark Chadwick (tarkaliano), Paul Scott (tenente Foster)

## Il primo volo
- Titolo originale: First Flight
- Diretto da: LeVar Burton
- Scritto da: John Shiban e Chris Black

### Trama
Durante l'esplorazione di una nebulosa di materia oscura, dopo aver ricevuto la notizia della morte del suo amico Robinson, il capitano Archer racconta a T'Pol di quando loro due erano piloti rivali per ottenere l'opportunità di guidare il primo prototipo terrestre del programma NX, da cui è stata sviluppata l'Enterprise.
- Guest star: Keith Carradine (A.G. Robinson)
- Altri interpreti: Brigid Brannagh (Ruby), Vaughn Armstrong (ammiraglio Forrest)

## La taglia
- Titolo originale: Bounty
- Diretto da: Roxann Dawson
- Scritto da: Rick Berman e Brannon Braga

### Trama
Il capitano Archer viene rapito da un cacciatore di taglie tellarita che lavora per conto dei Klingon. Nel frattempo T'Pol, a seguito di un'infezione, comincia a manifestare dei sintomi prematuri del pon farr, costringendo Tucker, al momento al comando, a metterla in isolamento insieme a Phlox, che ha contratto la stessa infezione.
- Altri interpreti: Jordan Lund (Skalaar), Robert O'Reilly (Kago-Darr), Ed O'Ross (Gaavrin)

## Attacco alla Terra
- Titolo originale: The Expanse
- Diretto da: Allan Kroeker
- Scritto da: Rick Berman e Brannon Braga

### Trama
La Terra viene attaccata da un'arma misteriosa che uccide più di sette milioni di persone, tra cui la sorella del comandante Tucker. L'Enterprise viene immediatamente richiamata alla base, ma durante il viaggio il capitano Archer viene brevemente rapito dai Sulibani, che lo fanno parlare con un uomo proveniente dal futuro che sostiene che i Terrestri sono stati attaccati dagli Xindi, convinti da un'altra fazione della guerra fredda temporale che gli Umani avrebbero distrutto, in futuro, il loro mondo. Gli Xindi si trovano in una zona dello spazio selvaggia e pericolosa, detta "Distesa Delfica", ma Archer riesce a convincere il comando a inviarvi l'Enterprise per impedire un secondo attacco che distruggerebbe l'intero pianeta.
- Altri interpreti: John Fleck (Silik), Vaughn Armstrong (ammiraglio Forrest), Gary Graham (ambasciatore Soval), Daniel Riordan (Duras), James Horan (figura umanoide), Bruce Wright (Fer'at)
- Questo episodio fu candidato all'Emmy 2003 nelle categorie Outstanding Music Composition For A Series (Dramatic Underscore) (Dennis McCarthy) e Outstanding Visual Effects For A Series (visual effects producer Dan Curry, visual effects supervisor Ronald B. Moore, visual effects coordinator Elizabeth Castro, visual effects compositor Paul Hill, CGI animation supervisors Fred Pienkos e Bruce Branit, visual effects animator Greg Rainoff, CG animators Eric Hance e Sean Scott).
- Nota. In questo episodio inizia il lungo arco narrativo che proseguirà per tutta la terza stagione.